# Meryta senfftiana
Meryta senfftiana är en araliaväxtart som beskrevs av Georg Ludwig August Volkens. Meryta senfftiana ingår i släktet Meryta och familjen Araliaceae. Inga underarter finns listade.